# Карпатські німці
Карпатські німці або карпатонімці (також словацькі німці; нім. Karpatendeutsche, Mantaken, словац. karpatskí Nemci, угор. kárpátnémetek або Felvidéki németek) — загальна назва для груп німецькомовних меншин у словацьких землях, а також у прилеглих до них регіонах Закарпаття (нині Україна). Довгий час німці були однією з двох найбільших етнічних меншин у Словаччині, поряд з угорцями. Декрети Бенеша 1945 позбавили чехословацьких німців громадянства і 85% із них довоєнного числа (128 тис. осіб) були депортовані зі Словаччини до Австрії та Німеччини. Решта 15% надали перевагу словакізації перед депортацією. На відміну від чеських німців, карпатських сильно торкнулася мадяризація в XIX-поч. XX століття, оскільки словацькі німці проживали в угорській частині Австро-Угорщини (Транслейтанія). Тому в культурному і мовному плані їм були ближчі угорські німці і трансільванські сакси, також сильно мадяризовані. Нині в Словаччині проживає не більше 6 000 німців, хоча угорська меншина, як і раніше, значно переважає в деяких південних муніципалітетах. 

## Історія
Перші німці оселилися на сході Словаччини досить рано, вже в X столітті німецьке бюргерство стало помітним елементом у житті Братислави, хоча саме поселення і було засновано слов'янами. Після угорської навали в XI столітті, німецька експансія надовго пригальмувала. Німці знову стали масово заселяти словацькі землі, підлеглі угорцям, на запрошення угорських феодалів після 1240-х (після татаро-монгольської навали). Процес германізації Братислави (німецька назва Прессбург) знову призупинився в 1520-х роках, коли місто стало новою столицею Угорщини (під назвою Пожонь), оскільки велика частина власне угорських земель була захоплена турками. 
Наступна хвиля цілеспрямованої германізації припала на XVII-XVIII століття, коли розгорнулася активна територіальна експансія Австрійської імперії . У 1850 р., напередодні адміністративно-територіальних реформ в імперії, німці становили 75% населення Прессбурга, що викликало невдоволення угорського шляхетства, яке контролювало словацькі землі. Після становлення двоєдиної монархії, коли вся Словаччина підкорилася Будапешту, почалася інтенсивна мадяризація. Етнічні німці були навіть більшою мірою, ніж словаки, схильні до добровільної мадяризації, змінюючи свої імена на угорський лад для швидкого просування по службовій драбині в нових умовах. Німці-городяни частіше робили вибір на користь високих адміністративних посад і зарплат. З угорцями їх також зближувало підозріливе ставлення до словацького національного руху. Крім того, мадяризація імені не означала повної відмови від німецької мови, яка була другою офіційною в імперії, на відміну від словацької. Еволюція національного складу Братислави в Австро-Угорщині є наочним прикладом цієї тенденції. 
- 1850: Німці (75%), словаки (18%), угорці (7.5%)
- 1880: Німці (68%), словаки (8%), угорці (8%), євреї 16%
- 1910: Німці (41,92%), угорці (40,53%), словаки (14,92%)
- 1919: Німці (36%), словаки (33%), угорці (29%); оцінка після розпаду імперії в 1918 .

У 1944-1945 рр. словацькі партизани, як помсту за нацистські репресії, здійснили масові розправи над німецьким населенням краю, серед яких найбільш масштабним, але не єдиним, було масове вбивство в Глазерхау . Частина карпатських німців у 1945 році втекла до Німеччини або Австрії. 
У 1999-2004 карпатський німець Рудольф Шустер був президентом Словаччини. 

## Географічний розподіл

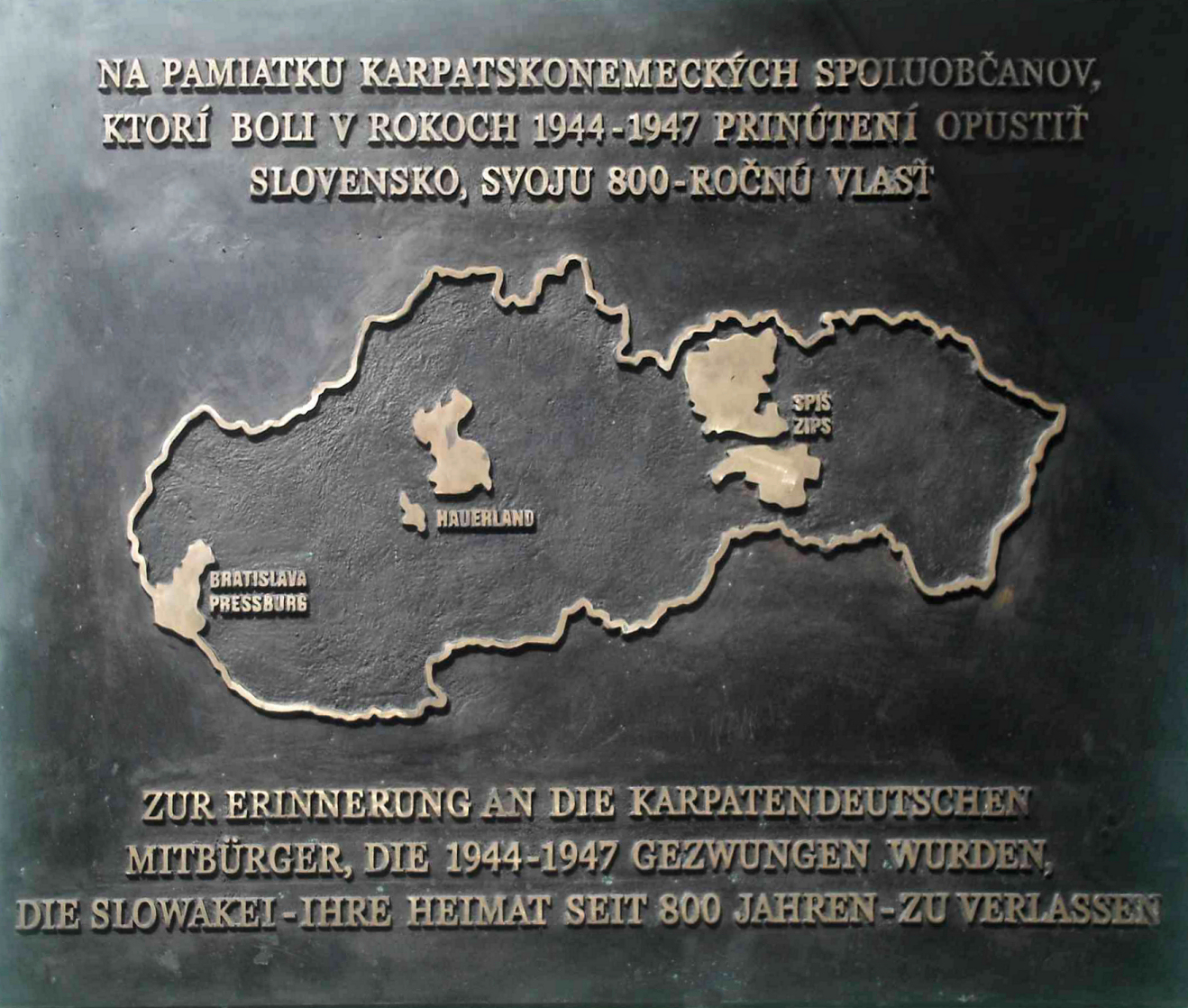
Меморіальна дошка, що показує регіони депортація (історичні місця проживання) німців у Словаччині

На відміну від угорців, словацькі німці спочатку воліли концентруватися в містах, у першу чергу Братиславі. Словаки і угорці заселили сільську місцевість. Тому ареал розселення німців у Словаччині, на відміну від Чехії, ніколи не був суцільним. Мадяризація міст почалася набагато пізніше, у кінці XIX століття. У центральній і східній Словаччині німці заселили горбисті і гірські регіони. Саме до цих груп може бути застосовано назву "карпатські". 
У словацьких землях, у цілому, традиційно виділялося три групи анклавів німецького поселення: 
1. Братислава та її передмістя (Прессбург), що прилягає до Австрії, а тому швидше є продовженням суцільного німецькомовного регіону.
2. Центрально-словацька група (області Хауерланд у районі Кремниці й Гірська Нітра )
3. Дві досить великі групи поселень у Східній Словаччині: Спиш і Списький Град (так звані спиські сакси)